# Петровське (Сарактаський район)
Петро́вське (рос. Петровское) — село у складі Сарактаського району Оренбурзької області, Росія.

## Населення
Населення — 994 особи (2010; 1150 у 2002).
Національний склад (станом на 2002 рік):
- росіяни — 89 %